# أندرياس كاتونا
أندرياس كاتونا (بالمجرية: Katona András)‏ هو لاعب كرة الماء مجري، ولد في 20 فبراير 1938 في بودابست في المجر.

## وصلات خارجية
- أندرياس كاتونا على موقع اللجنة الأولمبية الدولية (الإنجليزية)
- أندرياس كاتونا على موقع أوليمبيديا (الإنجليزية)
- أندرياس كاتونا على موقع اللجنة الأولمبية المجرية (الهنغارية)